# Präpositiv
Der Präpositiv ist einer der sechs Fälle des Russischen und anderer slawischer Sprachen. Er wird gelegentlich als Lokativ bezeichnet, da er entsprechende Funktionen übernimmt und historisch den urindogermanischen und urslawischen Lokativ fortsetzt.
Im Russischen tritt der Präpositiv nur nach bestimmten Präpositionen auf. Neben dem Präpositiv ist bei meist einsilbigen männlichen und bei bestimmten einsilbigen weiblichen Substantiven nach der Präposition в oder на (in) ein sogenannter zweiter Lokativ vorhanden, z. B. „im Wald“ = в леcу (Lokativ) anstatt в лece (Präpositiv). Diese Sonderformen werden (Rest-)Lokativ genannt, um ihn vom Präpositiv abzugrenzen; ihr Ursprung liegt jedoch ebenfalls im alten Lokativ. Sowohl Präpositiv als auch (zweiter) Lokativ sind somit von ihrem Ursprung her mit dem Lokalis anderer slawischer Sprachen identisch; die Bezeichnung als Präpositiv im Russischen ist traditionell.

## Beispiele
Singular: Маша работает в банке. (Mascha arbeitet in einer Bank)
Plural: В городах есть магазины. (In Städten gibt es Geschäfte/Läden)